# بيتر كارترايت
بيتر كارترايت (بالإنجليزية: Peter Cartwright (revivalist))‏ (و. 1785 – 1872 م) هو داعية، وكاتب عمومي، وسياسي، وكاتب السيرة الذاتية، وكاتب من الولايات المتحدة الأمريكية ولد في مقاطعة أمهيرست (فيرجينيا).

## روابط خارجية
- بيتر كارترايت على موقع الموسوعة البريطانية (الإنجليزية)